# Cova de La Candelaria
La Candelaria és un jaciment arqueològic a l'estat de Coahuila de Zaragoza (Mèxic). Aquesta cova fou emprada pels pobladors nòmades del lloc com a cementeri. Les primeres recerques a la cova de La Candelaria s'efectuaren al 1953 i va haver-n'hi una temporada posterior al 1954. Com a resultat d'aquestes expedicions, se'n recuperaren molts materials que han estat protegits per l'Institut Nacional d'Antropologia i Història (INAH).
Les troballes de la cova de La Candelaria són interessants per la gran quantitat de tèxtils que s'hi trobaren, que constitueixen una de les fonts de dades més importants que es coneixen sobre les cultures nòmades d'Aridoamèrica. D'acord amb els investigadors del jaciment, l'estil dels teixits és molt semblant a les produccions dels basketmakers, tot i que l'absència d'eines com el propulsor dificulten la identificació dels ocupants de la La Candelaria amb aquestes tribus.
Els ocupants de la cova tenien per costum enterrar els morts en embalums que contenien no sols el cadàver, sinó adorns corporals fets amb fibres naturals, cuir, petxines i plomes, així com altres peces de vestit i calçat. Tot s'embolcallava en una manta teixida de cotó o iuca, i lligada amb cordills. La major part dels embalums de la cova de la Candelaria es trobaren incomplets, havien estat oberts temps abans, potser per saquejadors.
Un dels cranis adornats trobats al lloc es troba en exposició a la sala Nord de Mèxic del Museu Nacional d'Antropologia de la ciutat de Mèxic.